# Dipterostele
Dipterostele é um género botânico pertencente à família das orquídeas (Orchidaceae).